# Liban na Zimowych Igrzyskach Olimpijskich 1960
Liban na Zimowych Igrzyskach Olimpijskich 1960 w Squaw Valley reprezentowało dwóch zawodników, którzy wystartowali w narciarstwie alpejskim.
Był to czwarty start Libanu na zimowych igrzyskach olimpijskich (poprzednie to 1948, 1952, 1956).

## Kadra

### Narciarstwo alpejskie

#### Mężczyźni
| Zawodnik       | Konkurencja | Konkurencja | Konkurencja   | Konkurencja   | Konkurencja         | Konkurencja         | Konkurencja              | Konkurencja              |
| Zawodnik       | Zjazd       | Zjazd       | Slalom gigant | Slalom gigant | Slalom specjalny    | Slalom specjalny    | Slalom specjalny         | Slalom specjalny         |
| Zawodnik       | Czas        | Pozycja     | Czas          | Pozycje       | Czas 1-go przejazdu | Czas 2-go przejazdu | Czas łączny              | Pozycja                  |
| -------------- | ----------- | ----------- | ------------- | ------------- | ------------------- | ------------------- | ------------------------ | ------------------------ |
| Ibrahim Geagea | 2:39,2      | 56.         | 2:29,1        | 57.           |                     |                     |                          |                          |
| Nazih Geagea   | 3:00,3      | 59.         | 2:20,3        | 49.           | 1:22,4              | Dyskwalifikacja     | Nie ukończył konkurencji | Nie ukończył konkurencji |